# Universidade da Integração Internacional da Lusofonia Afro-Brasileira

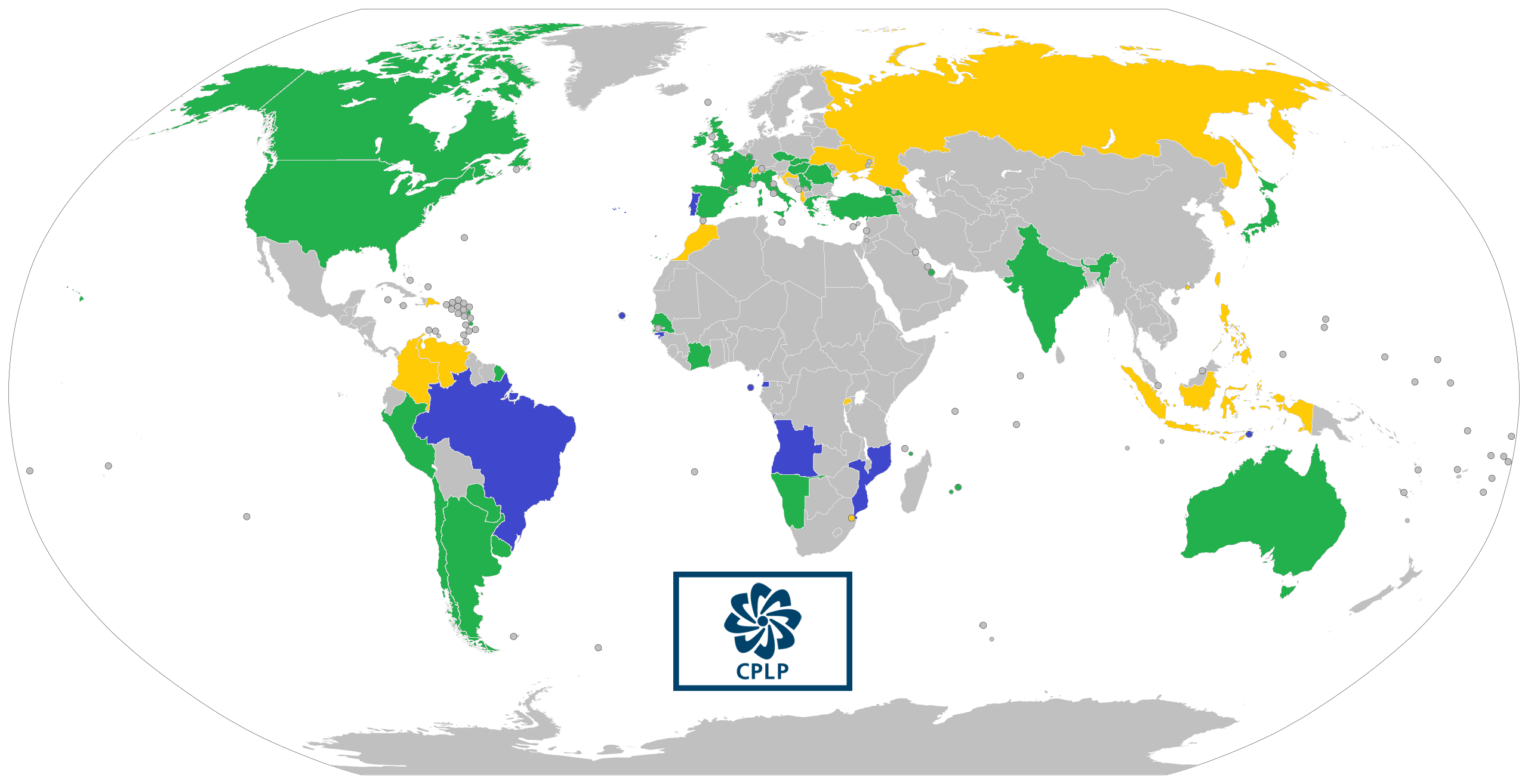
Mapa com os membros da CPLP em azul

A Universidade da Integração Internacional da Lusofonia Afro-Brasileira (UNILAB) é uma instituição de ensino superior pública federal brasileira, sediada na cidade de Redenção, no estado do Ceará. Redenção foi escolhida por ter sido a primeira cidade a abolir a escravidão no Brasil segundo alguns historiadores. Além de Redeção a universidade também possui uma unidade acadêmica no municipio de Acarape e um campus universitário em Baturité, ambas cidades cearenses. Os cursos ministrados na UNILAB são preferencialmente em áreas de interesse mútuo entre o Brasil e dos demais países da CPLP.
A Unilab é voltada aos países da África, sobretudo aos PALOP, mas inclui também Timor-Leste e Macau. Seu projeto político-pedagógico é inovador assim como o da Unila, visando a integração internacional.
Segundo o professor Paulo Speller, presidente da Comissão de Implantação da Unilab. "No primeiro ano (2010), a Universidade teve 350 alunos, oriundos do Brasil e de outros países de língua portuguesa, como Portugal, Angola, Cabo Verde, Guiné-Bissau, São Tomé e Príncipe, Moçambique e Timor-Leste."
A UNILAB possui um campus fora do Ceará. O Campus do Malês localizado em São Francisco do Conde, na Bahia, ele funciona com convênios de cooperação técnica com os futuros campi de Camaçari da UFBA e de Feira de Santana da UFRB. A unidade foi inaugurada em 12 de maio de 2014.

## História
O projeto de lei de sua criação foi enviado ao Congresso Nacional brasileiro em 20 de agosto de 2008. A Comissão de Implantação da Unilab foi empossada pelo Ministro da Educação Fernando Haddad em 14 de outubro de 2008, presidida pelo Professor Paulo Speller, ex-reitor da Universidade Federal de Mato Grosso (UFMT).
Durante esse período foram realizadas incansáveis reuniões, debates e parcerias importantes, tanto no Brasil como no exterior, pelos membros da comissão. Além disso, foram analisadas propostas e diretrizes elaboradas por entidades vinculadas ao desenvolvimento da educação superior no mundo. Foram privilegiados temas propícios ao intercâmbio de conhecimentos na perspectiva da cooperação solidária, além de sua aderência às demandas nacionais, relevância e impacto em políticas de desenvolvimento econômico e social.
A Comissão de Educação e Cultura da Câmara dos Deputados aprovou em 13 de março de 2009 o Projeto de Lei 3891/08, do Executivo, criando a Unilab, com o objetivo de formar recursos humanos para desenvolver a integração entre o Brasil e os demais países da Comunidade dos Países de Língua Portuguesa (CPLP), especialmente os africanos.
Em 26 de novembro de 2014, a UNILAB inaugurou  os blocos acadêmicos do Campus das Auroras.

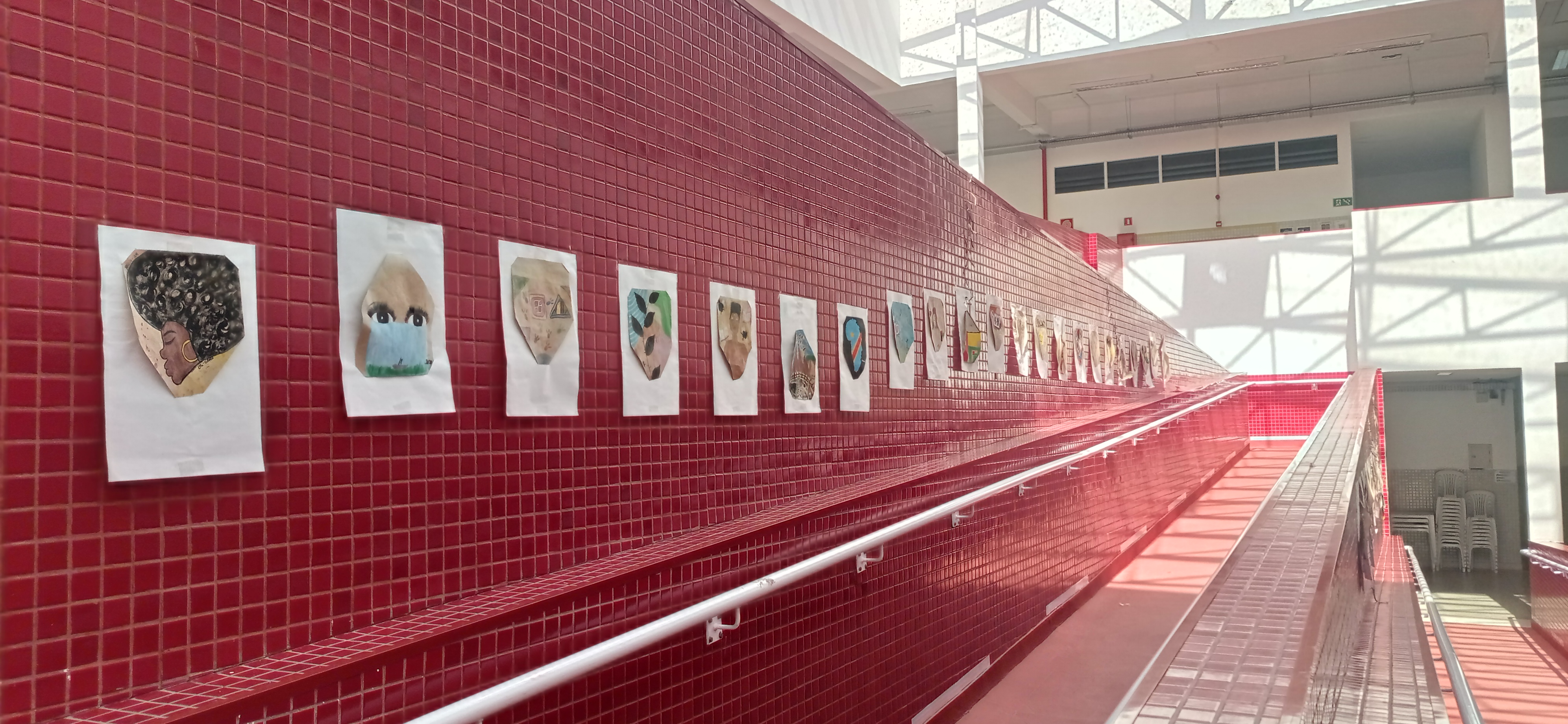
Rampa no interior do prédio do Câmpus dos Malês, em São Francisco do Conde, Bahia

Em 12 de maio de 2014 a UNILAB inaugurou o primeiro campus fora da sede. O Campus do Malês localizado em São Francisco do Conde, na Bahia.
Em 6 de maio de 2021 foi publicada no Diário Oficial da União a nomeação do professor Roque do Nascimento Albuquerque como reitor da Universidade da Integração Internacional da Lusofonia Afro-Brasileira (Unilab), para o quadriênio 2021-2025. O reitor é o primeiro da Unilab eleito pela comunidade acadêmica e tomou posse em Brasília, encerrando 10 anos de pro temporalidade na instituição.
Além disso, o professor Roque do Nascimento Albuquerque também é o primeiro cigano a se tornar reitor de uma universidade no Brasil, pertencendo à etnia Kalon, de língua shibi.
Em 20 de junho de 2024, foi feito o anúncio do novo campus da Unilab em Baturité. A aula magna do curso de Medicina de Baturité, vinculado ao Instituto de Ciências da Saúde (ICS), ocorreu em 30 de agosto de 2024 e contou com a presença do Governador do Estado e o Ministro da Educação.

## Campi
- Campus da Liberdade (Redenção)[12]
- Campus das Auroras (Redenção)

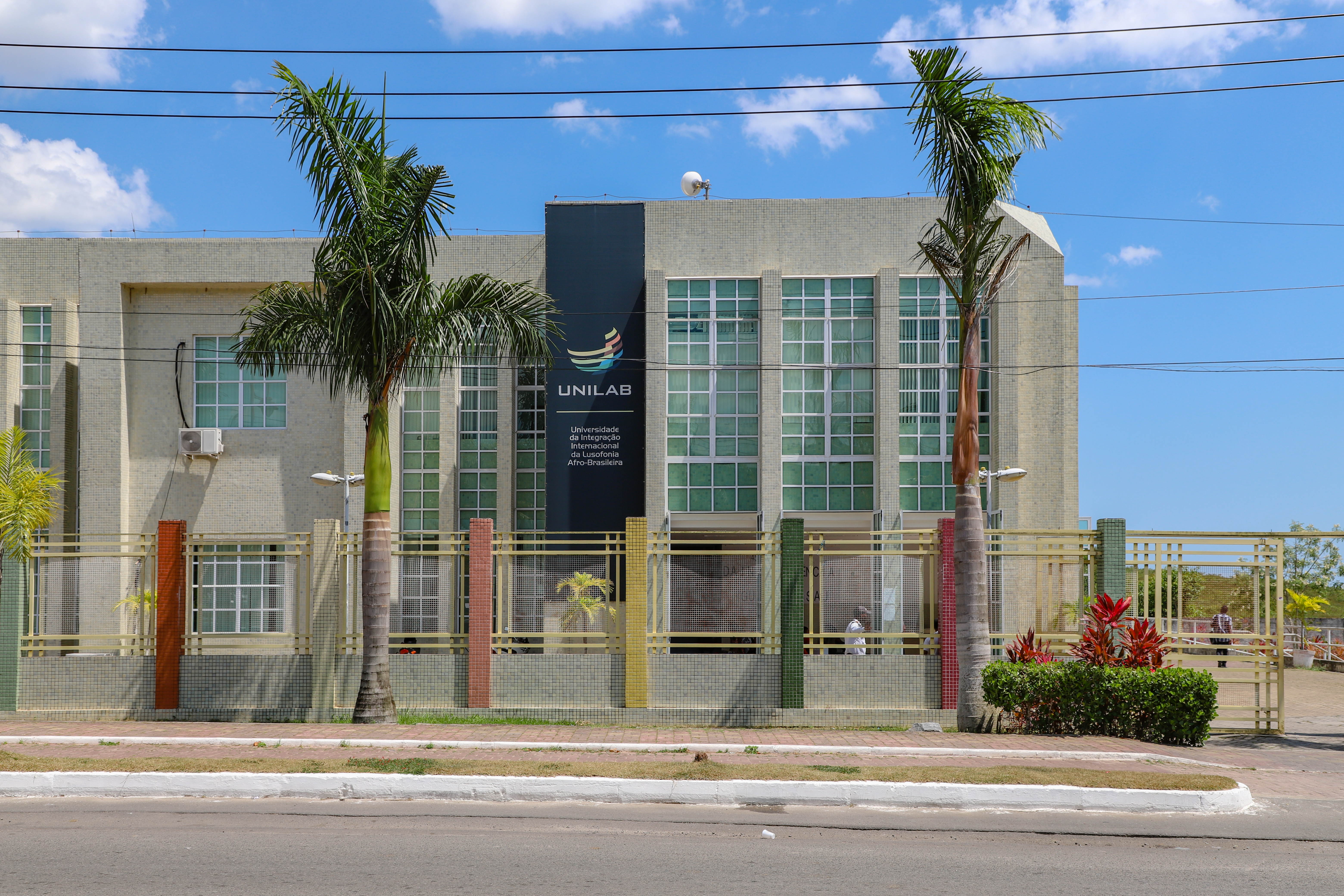
Campus dos Malês, São Francisco do Conde - Bahia

- Unidade Acadêmica dos Palmares (Acarape)[13]
- Campus dos Malês (São Francisco do Conde)[14]
- Campus de Baturité[15]

## Bibliotecas
- Biblioteca Setorial do Campus das Auroras
- Biblioteca Setorial do Campus dos Palmares
- Biblioteca Setorial do Campus dos Malês[16]

## Reitores
| Período     | Nome                            | Filiação                                               | Forma de eleição |
| ----------- | ------------------------------- | ------------------------------------------------------ | ---------------- |
| 2010 — 2013 | Paulo Speller                   | Instituto de Humanidades e Letras                      | Pro tempore      |
| 2013 — 2014 | Nilma Lino Gomes                | Instituto de Humanidades e Letras                      | Pro tempore      |
| 2015 — 2017 | Tomaz Aroldo da Mota Santos     | Instituto de Ciências Exatas e da Natureza             | Pro tempore      |
| 2017 — 2018 | Anastácio de Queiroz Sousa      | Instituto de Ciências da Saúde                         | Pro tempore      |
| 2018 —2020  | Alexandre Cunha Costa           | Instituto de Engenharias e Desenvolvimento Sustentável | Pro tempore      |
| 2020-2021   | Roque do Nascimento Albuquerque | Instituto de Linguagens e Literaturas                  | Pro tempore      |
| 2021-2025   | Roque do Nascimento Albuquerque | Instituto de Linguagens e Literaturas                  | Eleição          |

## Vice-Reitores
| Período     | Nome                            | Filiação                                   | Forma de eleição |
| ----------- | ------------------------------- | ------------------------------------------ | ---------------- |
| 2010 — 2013 | Maria Elias Soares              | Instituto de Humanidades e Letras          | Pro tempore      |
| 2013 — 2014 | Fernando Afonso Ferreira Junior | Instituto de Humanidades e Letras          | Pro tempore      |
| 2015 — 2017 | Aristeu Rosendo Pontes Lima     | Instituto de Ciências Exatas e da Natureza | Pro tempore      |
| 2017 — 2018 | Lorita Marlena Freitag Pagliuca | Instituto de Ciências da Saúde             | Pro tempore      |
| 2018 —2020  | Andrea Gomes Linard             | Instituto de Ciências da Saúde             | Pro tempore      |
| 2020-2021   | Cláudia Ramos Carioca           | Instituto de Linguagens e Literaturas      | Pro tempore      |
| 2021 - 2025 | Cláudia Ramos Carioca           | Instituto de Linguagens e Literaturas      | Eleição          |

## Periódicos científicos
A UNILAB editora os seguintes periódicos científicos:
- Njinga e Sepé: Revista Internacional de Culturas, Línguas Africanas e Brasileiras;
- Revista Interdisciplinar em Ciências Ambientais e Agrárias;
- Revista Brasileira de Estudos da Homocultura (REBEH);
- Mandinga: Revista de Estudos Linguísticos.